# 硫氰酸钾
硫氰酸鉀，分子式为KSCN，又稱硫氰化鉀。硫氰酸钾是無色單斜晶系晶體，溶於水，並大量吸熱而降溫，也溶於酒精、丙酮。它遇 Fe3+ 生成血紅色的硫氰酸鐵离子 [Fe(SCN)n]3-n(n=1–6)，是檢驗 Fe3+ 離子十分靈敏的方法，可以排除目前已知的一切其它金屬離子的影響。

## 制备
硫氰酸钾可以通过氰化钾和硫共熔制备：
{\displaystyle {\ce {KCN + S ->[\Delta] KSCN}}}
或者通过硫氰酸铵和钾盐的复分解反应来制备。

## 化学性质
硫氰酸钾在酸性介质中长时间放置会分解：
KSCN + HCl → HSCN + KCl
HSCN → HCN + S
若酸性介质中存在某些金属，如锌，也会分解：
KSCN + 3 HCl + Zn → HCN + H2S + ZnCl2 + KCl
於500°C時會發生分解
KSCN → KCN + S
硫氰酸钾也可以和硫酸氢钾反应：
KSCN + KHSO4 → HSCN + K2SO4

## 用途

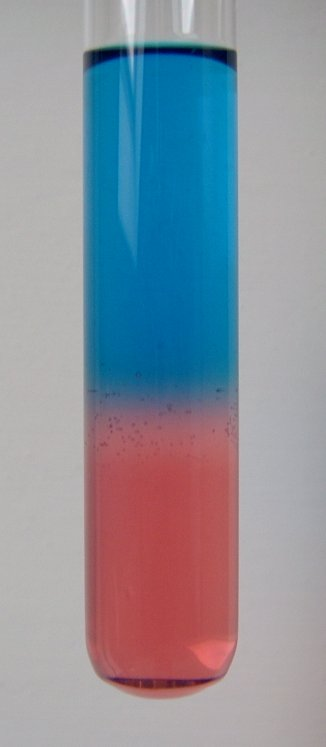
Co(II)离子检测在KSCN作用下，在丙酮层（上层）中显蓝色。在水层（下层）显红色。

硫氰酸钾是检验Fe3+的灵敏试剂，在酸性溶液中产生血红色的配离子[Fe(SCN)x]3-x（x＝1–6）。
可以将碳酸乙烯酯（C2H4O2CO）转化为环硫乙烷（C2H4S）。
可以检验Co2+离子。在试液中加入戊醇，再滴加1mol·L-1KSCN，震荡，若戊醇层出现蓝色，则表示Co2+存在。